# Joshua Tjong
Joshua Tjong es un deportista australiano que compitió en taekwondo. Ganó una medalla de plata en el Campeonato de Oceanía de Taekwondo de 2005, en la categoría de –68 kg.

## Palmarés internacional
| Campeonato de Oceanía | Campeonato de Oceanía | Campeonato de Oceanía | Campeonato de Oceanía |
| Año                   | Lugar                 | Medalla               | Categoría             |
| --------------------- | --------------------- | --------------------- | --------------------- |
| 2005                  | Sídney (Australia)    | Medalla de plata      | –68 kg                |